# Schkeuditzer Kreuz

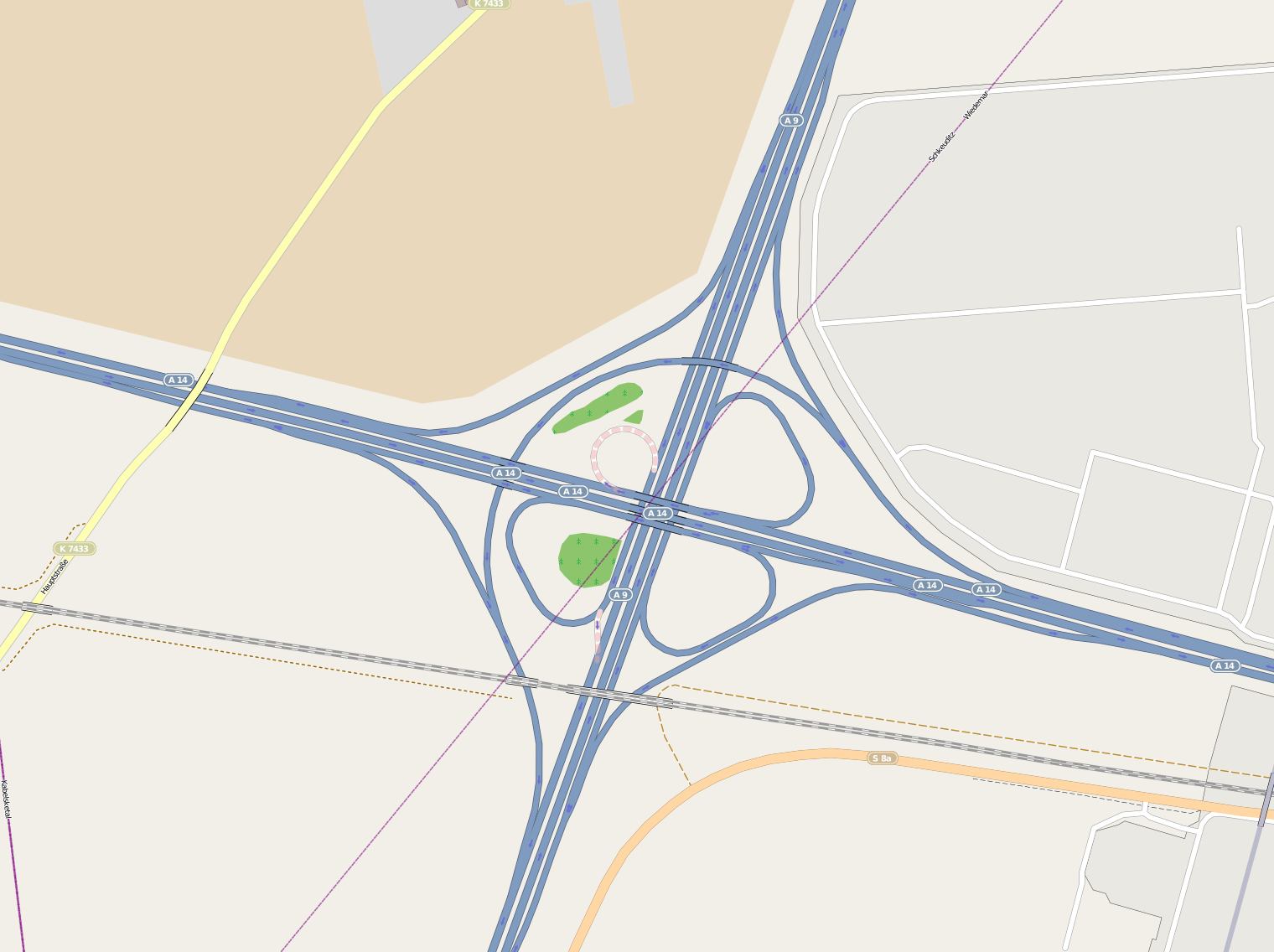
Mappa dell'intersezione

Lo Schkeuditzer Kreuz (letteralmente: "incrocio di Schkeuditz", dal nome della località vicino a cui si trova) è un'intersezione a livelli sfalsati, sita in Germania all'incrocio delle autostrade A 9 e A 14.

## Storia
L'intersezione entrò in servizio il 21 novembre 1936 con l'apertura al traffico dell'odierna A 14 e del ramo sud dell'odierna A 9. Si tratta pertanto del più antico incrocio autostradale a livelli sfalsati in Europa.
Nel 1938, con il completamento dell'odierna A 9 in direzione nord, l'intersezione venne completata con tutte le sue rampe.
In origine lo svincolo aveva una classica forma simmetrica "a quadrifoglio", ma a causa del forte aumento del traffico nei decenni successivi, fra il 2000 e il 2003 venne completamente ricostruito, aumentandone le dimensioni complessive e introducendo una rampa semidiretta per i veicoli provenienti da est e diretti a sud.